# الجنس والدين
تتكلم هذه المقالة عن توجهات الأديان نحو السلوكيات والأخلاقيات الجنسية. للحصول على نظرة شاملة حول توجهات الثقافات المختلفة نحو الجنس يمكنك الرجوع إلى هذه المقالة الجنس.
الأخلاقيات الجنسية تنوعت كثيراً عبر التاريخ وبين الثقافات المختلفة. إن الطباع الجنسية لمجتمع معين قد ترتبط بمعتقداته الدينية وظروفه الاجتماعية والبيئية. إن السلوك الجنسي والتكاثر عنصران مهمان في عملية التفاعل الإنساني والاجتماعي حول العالم.

## الأديان الإبراهيمية

### اليهودية
في اليهودية تختلف في الآراء، فهناك الليبرالية، والتقليدية والحيادية في وجهات النظر، اليهود الأرثوذكس عادةً يرون العلاقات المثلية «كفاحشة»، والشهوة المثلية «سلوك غير طبيعي»، أما الماسورتيين أو المتحفطيين فهم لا يقبلون في أن يكون المثليين «علناً»، في أن يكونوا «علماء في الدين»، ولكن لا يرون الشهوة المثلية «كفاحشة»، ولكن يعتبرون الجنس المثلي يساوي خرق لأي جزء من الوصاية الدينية اليهودية، أما الإصلاحيين متقبلين للمثليين والجنس المثلي.

### المسيحية
تعتبر المسيحية تقليديًا أي نوع من الجنس المانع للتكاثر وخارج إطار الزواج «فاحشًا»، لكن هناك وجهات نظر قليلة حيادية وليبرالية. إلا أن المسيحيين المتقيّدين بتطبيق دينهم يصرون على أن العلاقات المثليية خطيئة.
رومية 23:1-31
«23وَأَبْدَلُوا مَجْدَ اللهِ الَّذِي لاَ يَفْنَى بِشِبْهِ صُورَةِ الإِنْسَانِ الَّذِي يَفْنَى، وَالطُّيُورِ، وَالدَّوَابِّ، وَالزَّحَّافَاتِ. 24لِذلِكَ أَسْلَمَهُمُ اللهُ أَيْضًا فِي شَهَوَاتِ قُلُوبِهِمْ إِلَى النَّجَاسَةِ، لإِهَانَةِ أَجْسَادِهِمْ بَيْنَ ذَوَاتِهِمِ. 25الَّذِينَ اسْتَبْدَلُوا حَقَّ اللهِ بِالْكَذِبِ، وَاتَّقَوْا وَعَبَدُوا الْمَخْلُوقَ دُونَ الْخَالِقِ، الَّذِي هُوَ مُبَارَكٌ إِلَى الأَبَدِ. آمِينَ. 26لِذلِكَ أَسْلَمَهُمُ اللهُ إِلَى أَهْوَاءِ الْهَوَانِ، لأَنَّ إِنَاثَهُمُ اسْتَبْدَلْنَ الاسْتِعْمَالَ الطَّبِيعِيَّ بِالَّذِي عَلَى خِلاَفِ الطَّبِيعَةِ، 27وَكَذلِكَ الذُّكُورُ أَيْضًا تَارِكِينَ اسْتِعْمَالَ الأُنْثَى الطَّبِيعِيَّ، اشْتَعَلُوا بِشَهْوَتِهِمْ بَعْضِهِمْ لِبَعْضٍ، فَاعِلِينَ الْفَحْشَاءَ ذُكُورًا بِذُكُورٍ، وَنَائِلِينَ فِي أَنْفُسِهِمْ جَزَاءَ ضَلاَلِهِمِ الْمُحِقَّ. 28وَكَمَا لَمْ يَسْتَحْسِنُوا أَنْ يُبْقُوا اللهَ فِي مَعْرِفَتِهِمْ، أَسْلَمَهُمُ اللهُ إِلَى ذِهْنٍ مَرْفُوضٍ لِيَفْعَلُوا مَا لاَ يَلِيقُ. 29مَمْلُوئِينَ مِنْ كُلِّ إِثْمٍ وَزِنًا وَشَرّ وَطَمَعٍ وَخُبْثٍ، مَشْحُونِينَ حَسَدًا وَقَتْلاً وَخِصَامًا وَمَكْرًا وَسُوءًا، 30نَمَّامِينَ مُفْتَرِينَ، مُبْغِضِينَ ِللهِ، ثَالِبِينَ مُتَعَظِّمِينَ مُدَّعِينَ، مُبْتَدِعِينَ شُرُورًا، غَيْرَ طَائِعِينَ لِلْوَالِدَيْنِ، 31بِلاَ فَهْمٍ وَلاَ عَهْدٍ وَلاَ حُنُوٍّ وَلاَ رِضىً وَلاَ رَحْمَةٍ. 32الَّذِينَ إِذْ عَرَفُوا حُكْمَ اللهِ أَنَّ الَّذِينَ يَعْمَلُونَ مِثْلَ هذِهِ يَسْتَوْجِبُونَ الْمَوْتَ، لاَ يَفْعَلُونَهَا فَقَطْ، بَلْ أَيْضًا يُسَرُّونَ بِالَّذِينَ يَعْمَلُونَ.»
طوال التاريخ المسيحي، اعتبر معظم اللاهوتيين والطوائف المسيحية السلوك المثلي غيرَ أخلاقيٍّ وخطيئةً. لقد أقرّ الكتاب المقدس وتفسيراته التقليدية في كل من الديانتين اليهودية والمسيحية تاريخيًا، نهجًا أبويًا ومعيارية مغايرة تجاه النشاط الجنسي البشري، حيث يُفضل الجماع المهبلي كنشاط جنسي حصري ومسموح بين الرجال والنساء ضمن حدود الزواج على جميع أشكال النشاطات الجنسية الأخرى، كما ويرفض الكتاب المقدس ممارسة الاستمناء، والجنس الفموي، والجنس الشرجي، والاتصال الجنسي الخارجي وغير المغاير (والتي صُنّفت جميعًا على أنها "لواط" في أوقات مختلفة). لقد آمنت وعلّمت الكنيسة من خلال تشريعاتها وتعاليمها أنَّ مثل هذه السلوكيات ممنوعة لأنها تُعتبر آثامًا، وقُورنت هذه السلوكيات بالسلوك الفاسد لأهل سدوم وعمورة. ترفض الكنيسة الأرثوذكسية الشرقية الاعتراف بزواج المثليين وتراهُ غير مُباركٍ من الله، على عكس الزواج بين الرجل والمرأة الذي هو مؤسسة مقدسة، وتضع الكنيسة الأرثوذكسية السلوك المثلي جنبًا إلى جنب مع الزنى والإجهاض، باعتباره سلوك غير لائق وغير أخلاقي يهاجم مؤسسة الزواج والأسرة. تُفرّق الكنيسة الرومانية الكاثوليكية بين المثليّة وبين السلوك المثلي فلا تعتبر الأول خطيئة، إذ ان الإنسان لا يتحكم بهويته الجنسية ولكنها تعتبر السلوك المثلي الجنسي خطيئة فهي تراه «ضد القانون الطبيعي»، لذا تطلب من المثليين أن يمارسوا «العفة». كما تقول الكنيسة إن «الشخص يجب أن يتخلى عن الشهوات المثلية خاصة إذا كان ذلك الشخص سيتعلم ليكون قس في الكنيسة». تمنع الكنيسة الكاثوليكية منح سر الكهنوت للمثليين، ولا تسمح للمثليين من الرجال والنساء دخول سلك الرهبنة.

### الإسلام
في الإسلام يعتبر الجماع من دون زواج محرماً ويسمى زنا ويعاقب عليه الدين الإسلامي أما الجماع مع زواج فهو فعل يحث عليه الإسلام للإكثار من النسل، فقد قال أحد الصحابة لرسول الإسلام محمد: أيأتي أحدُنا شهوتَه ويكونُ له فيها أَجْرٌ؟! فقال الرسول محمد: 
(رواه مسلم وابن حبان).

ولكنه يحرم في بعض الأوقات العارضة مثل الجماع في الإحرام والصيام والاعتكاف، وأيضاً يحرم جماع المرأة وقت الحيض لقول الله في القرآن: 
 (سورة البقرة آية 222).

ومن السنة أن يقول المسلم عند جماع الزوجة باسم الله، اللهم جنبنا الشيطان وجنب الشيطان ما رزقتنا، فقد روى البخاري ومسلم عن ابن عباس قال: قال رسول الله: 

## الأديان الأخرى

### البوذية
لدى البوذيين الغربيين واليابانيين والصينيين والكوريين الجنوبية لهم آراء متقبلة للجنس، لكن البوذيين الشرقيين يرون الجنس كفاحشة.

### الهندوسية
لدى الهندوسية أخذت عدّة مكانات في الجنس.

### البهائية
في البهائية العلاقات الجنسية مسموحة فقط ما بين الزوج والزوجة، فقد حرم مؤسس الديانة البهائية بهاء الله في كتاب شرائعه الكتاب الأقدس الجماع الجنسي خارج أطر الزواج.

## اقرأ أيضا
- شمولي بوتيك، الجنس الكوشر (الحلال): وصفة للعاطفة والحميمية (ردمك 0-385-49466-1)